# ییریتسه و موراوسکیخ بودییوویتس
ییریتسه و موراوسکیخ بودییوویتس (به چکی: Jiřice u Moravských Budějovic) یک منطقهٔ مسکونی در جمهوری چک است که در ناحیه زنویمو واقع شده‌است. ییریتسه و موراوسکیخ بودییوویتس ۳٫۸۴ کیلومتر مربع مساحت و ۶۳ نفر جمعیت دارد و ۳۸۲ متر بالاتر از سطح دریا واقع شده‌است.